# Jezioro Zamkowe (gmina Tuczno)
Jezioro Zamkowe – jezioro w Polsce w województwie zachodniopomorskim, w powiecie wałeckim w mieście Tuczno.
Charakteryzuje się dość regularną linią brzegową, ma kształt zbliżony do koła.
W pobliżu jeziora znajduje się zamek od którego jezioro wzięło nazwę.
Przez jezioro przepływa rzeka Runica, która łączy je z jeziorami Tuczno i Lubiatowo.